# Последний звонок (фильм, 1989)
«Последний звонок» (пол. Ostatni dzwonek) — польская психологическая драма 1989 года режиссёра Магдалены Лазаркевич, снятая на студии «Studio Filmowe im. Karola Irzykowskiego».

## Сюжет
Четвертый А класс, гроза провинциальных учителей средней школы, пополнился новым учеником, Кшиштофом Буком. Мальчика исключили из одной средней школы  Гданьска за распространение листовок. Поначалу к новенькому относятся с недоверием, особенно потому что, он без энтузиазма относится к традиционным классным выходкам и шалостям, совершаемым против учителей. Он зарабатывает дружбу класса, когда ошибочно обвиненный ими в классе благодаря поддержке молодой учительницы Агнешки удается получить разрешение на поездку. Совместная поездка за город еще сильнее объединяет студентов. Во время поездки возникает идея организовать в школе театр. Агнешка поможет в постановке шоу, разработав музыкальное оформление.
Школьное руководство во главе со своим высокопреосвященством, заместителем директора Якубовским, оказало сильное сопротивление и не предоставило школьное помещение для репетиций. Молодые люди хитростью захватывают зал, распространяя слухи об организации театра рядом с церковью. После визита директора Вронацкого на одну из репетиций их зал закрывают под предлогом ремонта. По мере приближения срока отбора на Фестиваль молодого театра в Гданьске, у молодых людей возникает идея записать фрагменты спектакля на видеокассету, организовать уличный показ в городе. Вскоре они получают разрешение на спектакль.
Друг «новенького», «Псих», чувствительный и очень одинокий парень, подслушивает дома циничный разговор отца и Якубовского о необходимости найти лидеров группировки и устранить их. Таким лидером, по мнению Якубовского, является «Новенький».
На следующий день «Псих» запирается на школьной радиостанции и передает оттуда отчаянные сообщения. Его везут прямо из школы в психиатрическую больницу. Класс переживает это болезненно, тем более, что «Псих», замечательный певец и гитарист, был настоящей опорой их театра. В день фестивального выступления мальчику удается сбежать из больницы и принять участие в представлении.
IV а ожидает большой успех. Гран-при получает спектакль «Урок истории», основанный на текстах официальных пресс-релизов. Здесь, в Гданьске, также реализуется давно скрытое взаимное чувство «Новенького» и Агнешки.
Однако случается и неприятный инцидент. Сразу после выступления в гримерку врывается отец «Психа», чтобы отвезти его обратно в больницу.
Во время письменного выпускного экзамена в средней школе «Псих» запирается в комнате и включает газ. Звонок, возвещающий об окончании экзамена, вызывает взрыв и последующую смерть парня.
Во время экзамена по устной истории Якубовский злонамеренно валит «Новенького» вопреки возражениям остальных членов экзаменационной комиссии. Агнешка увольняется из школы в знак протеста.
После каникул класс встречается в лесу, где они когда-то провели день в поездке. Они делятся новостями: их ждёт театральный фестиваль в Амстердаме, а Якубовский стал директором школы после ухода Вронацкого.
На молодых людей, сидящих у костра, нападают и избивают «загонщики», занимающиеся неподалёку охотой. В конце герои уходят по дороге из леса под песню «Miejmy nadzieję».

## В ролях[2]
- Збигнев Сушиньски — Кшиштоф Бук. новенький
- Агнешка Ковальска — Агнешка Квятковска
- Александр Беднарц — заместитель директора, проф. Якубовский
- Хенрик Биста — директор Стефан Вронацкий
- Яцек Войцицкий — Яцек «Псих» Свежиньски
- Дариуш Сикорский — Словиковски
- Артур Жмиевский — Яковский
- Павел Баволец — Марковский
- Павел Водзинский — «Лошадь»
- Пётр Козловский — Качоровски
- Яцек Кита — «Бульва» Булвацки
- Павел Иваницкий — Бемол
- Малгожата Рудзка — Магда «Курчак» Курковска
- Каролина Квитняк — «Талисман»
- Божена Врубель — «Белка»
- Янина Боченьска — проф. Байковска
- Ян Скотницкий — проф. Вандич
- Марек Барткович — проф. Рачек
- Кристина Вачелко-Залеска — проф. Марианска
- Анджей Сенайч — проф. Фронтель
- Ванда Венчикка — проф. Лужа
- Мария Чунелис — проф. Мышковска
- Войцех Скибинский — учитель физики
- Алина Вонс — секретарь Ала
- Алиция Мигуланка — дворник Лодзи
- Аркадиуш Базак — отец «Психа»
- Антонина Гирич — мать Яковского
- Ирена Лясковская — библиотекарь
- Дорота Сталиньская — член жюри Фестиваля молодого театра в Гданьске
- Александр Бардини — член жюри Фестиваля молодого театра в Гданьске
- Богуслав Линда — член жюри Фестиваля молодого театра в Гданьске
- Януш Кийовский — г-н Дарек, член жюри Фестиваля молодого театра в Гданьске
- Славомир Пачек — «Доносчик» Ковальчик
- Кристина Ткач — Зося Вронацкая
- Магдалена Гнатовска — ученица
- Мирослав Зброевич — пожарный

## Съёмки
Съёмки проводились в локациях: Гродзиск-Мазовецкий (общая средняя школа на ул. Жвирки и Вигуры), Гданьск (главный железнодорожный вокзал), Гдыня (гостиница «Гдыня» на сквере Костюшки).

## Музыка
В фильме использованы песни Пшемислава Гинтровского на стихи Яцека Качмарского — «Молитва о восходе Солнца» (пл. Modlitwa o wschodzie slonca) и «А мы не хотим бежать отсюда» (пл. A my nie chcemy uciekać stąd). Также в конце звучит песня на стихи Адам Асныка «Надейтесь» (пл. Miejmy nadzieję). Основную музыку написал Збигнев Прайснер, исполнивший её вместе с оркестром Лодзинской филармонии.

## Критика
На сайте Filmweb фильм имеет оценку 7.7 при 13 тысячах оценок от зрителей и рейтинг 6.1 при 9 рецензиях критиков. На сайте iMBD фильм имеет рейтинг 7.2 при 336 оценках. Критик Мартин Стахович пишет: «Фильм, который определенно не выдержал испытания временем. Слишком много пафоса и идеализации единственно правильного мнения. Чисто и приятно, как на обеде у епископа». Между тем Хуберт Пшебышовский пишет: 
Оглядываясь назад, можно сказать, что эта история имеет для нас двойное значение. С одной стороны, здесь показаны жизнь молодых людей, которые, несмотря на невзгоды и реальность вокруг, упорно идут к своим целям. Они не сдавались, хотя режим и их учителя явно выступали против этого, и делали то, что считали правильным — с исторической точки зрения это действительно так. С другой стороны, этот фильм является необыкновенным путешествием во времена наших родителей и даже бабушек и дедушек: он показывает школу не только как место для обучения, но и место, где можно пережить общие моменты радости, горя и счастья. <…> Хотя фильму же более 30 лет, его посыл остаётся неизменным: мы по-прежнему должны следовать своим мечтам и действовать в соответствии со своими моральными ценностями, независимо от обстоятельств.
В статье КиноПоиска «Кино военного положения: как польские режиссеры 1980-х показывали коллапс всего» фильм «Последний звонок» упомянут как посвящённый «проблеме существования в системе, построенной на лжи, и попыткам менять ее изнутри».